# Confine tra Repubblica Centrafricana e Repubblica Democratica del Congo
Il confine tra la Repubblica Centrafricana e la Repubblica Democratica del Congo ha una lunghezza di 1747 km e va dal triplice confine con la Repubblica del Congo a ovest al triplice confine con il Sudan del Sud a est.

## Descrizione
Il confine inizia a ovest al triplice confine con la Repubblica del Congo alla confluenza dei fiumi Gouga e Ubangi, e poi segue quest'ultimo per gran parte della sua lunghezza, prima di raggiungere la confluenza con il fiume Mbomou. Il confine segue poi il fiume Mbomou verso est, con una sezione terrestre molto breve nell'estrema parte orientale che si collega al triplice confine sud sudanese.

## Storia
Il confine emerse per la prima volta durante la Spartizione dell'Africa, un periodo di intensa competizione tra le potenze europee nel tardo XIX secolo per il controllo dei territori in Africa. Il processo culminò nella Conferenza di Berlino del 1884, in cui le nazioni europee interessate concordarono sulle rispettive rivendicazioni territoriali e sulle regole degli impegni futuri. Come risultato di ciò, la Francia ottenne il controllo della valle superiore del fiume Niger (più o meno equivalente alle aree attuali del Mali e del Niger), e anche le terre esplorate da Pierre Savorgnan de Brazzà per la Francia in Africa centrale (più o meno equivalenti al Gabon e Congo-Brazzaville). L'area dell'attuale Rep. Democratica del Congo era controllata dallo Stato Libero del Congo, un'entità amministrativa sotto il dominio personale del re belga Leopoldo II, che aveva sponsorizzato varie esplorazioni nella regione con il pretesto dei principi umanitari. Il confine tra il territorio francese e quello belga-congolese era alquanto vagamente delimitato al momento della Conferenza e utilizzava il fiume Congo e varie linee di latitudine e longitudine. Un protocollo firmato il 29 aprile 1887 delimitò ulteriormente il confine seguendo il fiume Congo, poi il fiume Ubangi lungo il 4º parallelo nord, per poi seguirlo verso est.
Negli anni successivi la Francia esplorò ulteriormente l'entroterra, fondando Bangui nel 1889 al fine di collegare eventualmente le aziende dell'Africa centrale e occidentale, in seguito alle spedizioni dell'aprile 1900 che si unirono a Kousséri, nell'estremo nord del moderno Camerun. Queste regioni appena conquistate furono inizialmente governate come territori militari, con le due aree successivamente organizzate nelle colonie federali dell'Africa Occidentale Francese (Afrique occidentale française, abbreviato AOF) e dell'Africa Equatoriale Francese (Afrique équatoriale française, AEF). Di conseguenza il confine francese-Stato Libero del Congo venne modificato nella sua posizione attuale con un accordo il 14 agosto 1894. L'amministrazione dello Stato libero del Congo venne rilevata dal governo belga nel 1908 in seguito alle controversie suscitate dalle atrocità commesse dalle forze di Leopoldo.
Il Congo Belga ottenne l'indipendenza (come Repubblica del Congo, in seguito ribattezzata Repubblica Democratica del Congo) il 30 giugno 1960, seguito dal territorio francese di Ubangi-Shari (come Repubblica Centrafricana) il 13 agosto 1960, e la loro reciproca la frontiera divenne internazionale tra due stati sovrani.
Dal 2003 il confine è stato attraversato da migliaia di rifugiati centrafricani in fuga dalla prima e dalla seconda guerra civile centrafricana.

## Insediamenti vicino al confine

### Repubblica Centrafricana

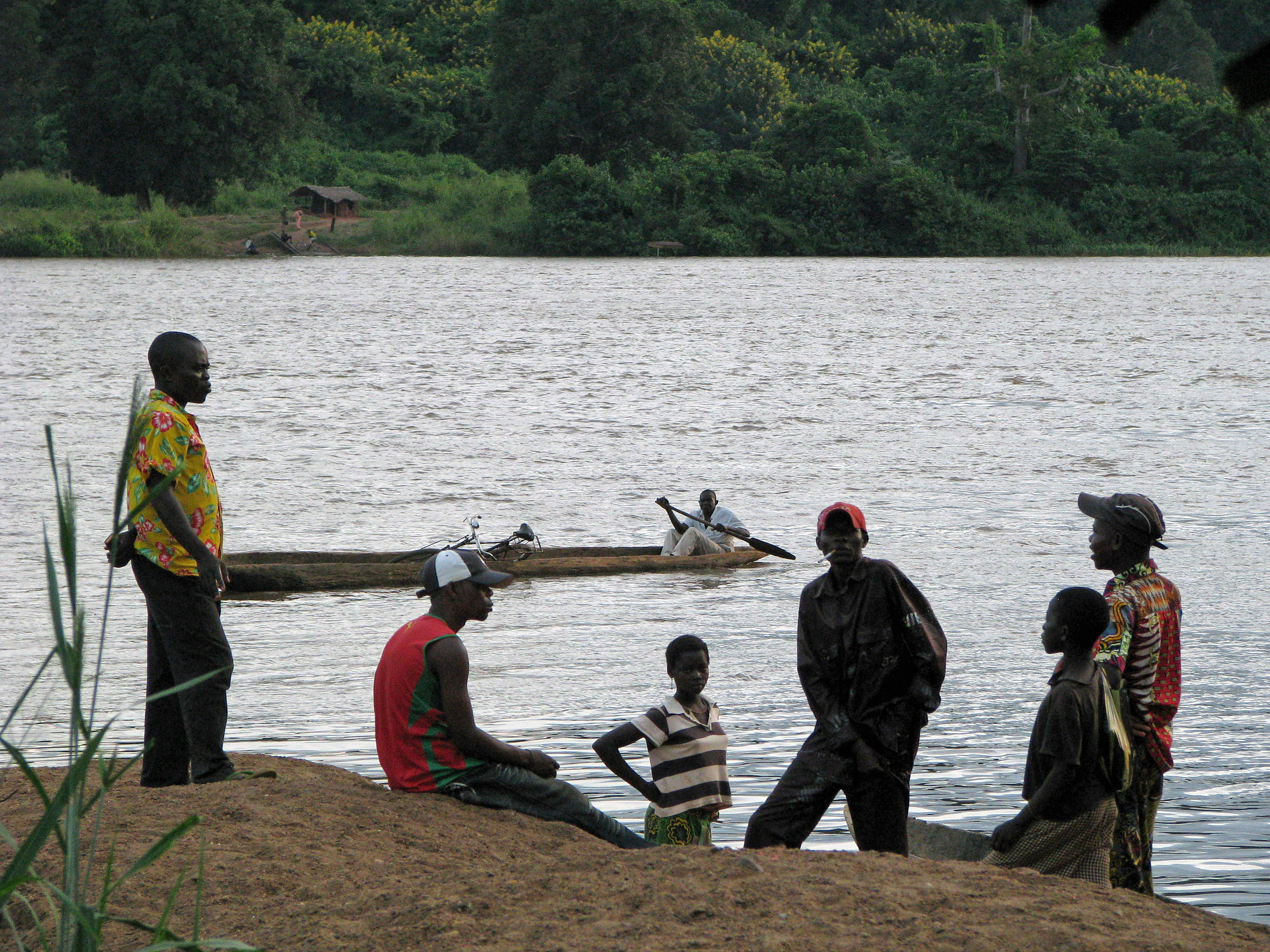
Il confine del fiume Mboumou

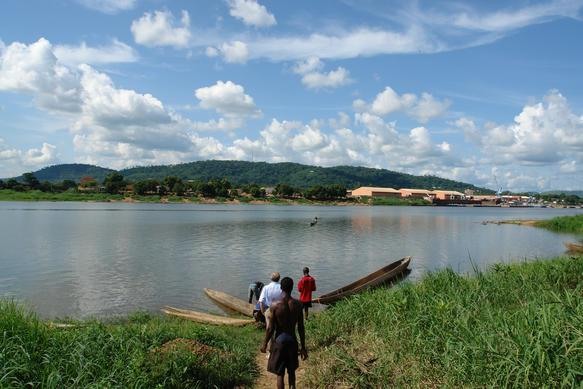
Il confine di Ubangi vicino a Bangui

- Bangui
- Oumba
- Bakéma Dengou
- Mobaye
- Limassa
- Banda
- Ouango
- Malakambo
- Bangassou
- Koupia
- Dembia
- Zemio
- Kitesa
- Aminagou
- Panbolinbo

### Repubblica Democratica del Congo
- Libenge
- Zongo
- Duma
- Gele
- Bangi
- Dula
- Mobayi-Mbongo
- Yakomo
- Dangobe

## Valichi di frontiera
Gli accessi principali sono a Bangui-Zongo, Mobaye-Mobayi-Mbongo e Bangassou-Ndu.